# Bill Carr
William ("Bill") Arthur Carr (24. října 1909 Pine Bluff, Arkansas – 14. ledna 1966 Tokio, Japonsko) byl americký atlet, sprinter, dvojnásobný olympijský vítěz.
Studoval na University of Pennsylvania, kde byl jeho trenérem olympijský medailista z roku 1904 Lawson Robertson. V roce 1932 zvítězil na akademickém mistrovství USA v běhu na 440 yardů, své vítězství zopaloval v americké kvalifikaci na olympiádu.
V olympijském finále na 400 metrů v Los Angeles v závěrečném finiši těsně porazil dosavadního světového rekordmana Bena Eastmena a zároveň vylepšil světový rekord v této disciplíně na 46,2. Druhou zlatou medaili získal jako člen vítězné čtvrtkařské štafety USA na 4 × 400 metrů, kde spolu se svými kolegy vytvořil světový rekord 3:08,2.
Aktivní kariéru ukončil po autonehodě v roce 1933.